# Luis Manuel Fernández de Portocarrero
Luis Manuel Fernández de Portocarrero (ur. 8 stycznia 1635 w Palma del Río, zm. 14 września 1709 w Madrycie) – hiszpański kardynał.

## Życiorys
Urodził się 8 stycznia 1635 roku w Palma del Río, jako syn Luisa Andrésa Fernándeza Portocarrero i Leonor de Guzmán. Studiował na Real Universidad de Toledo, gdzie uzyskał licencjat z teologii. 5 sierpnia 1669 roku został kreowany kardynałem in pectore. Jego nominacja na kardynała prezbitera została ogłoszona na konsystorzu 29 listopada i nadano mu kościół tytularny Santa Sabina. 20 grudnia 1677 roku został wybrany arcybiskupem Toledo, a 16 stycznia 1678 roku przyjął sakrę. 27 stycznia 1698 roku został podniesiony do rangi kardynała biskupa i otrzymał diecezję suburbikarną Palestrina. Po śmierci Karola II w 1700 roku, przez okres jednego roku sprawowoał funkcję przewodniczącego Rady Regencyjnej i agitował na rzecz objęcia tronu przez Filipa V. Doprowadziło to do wojny o sukcesję hiszpańską, a sam Fernandez został jednym z członków rządzącego triumwiratu. Zmarł 14 września 1709 roku w Madrycie.